# Mauno Koivisto
Mauno Henrik Koivisto (25 tháng 11 năm 1923 – 12 tháng 5 năm 2017) là một chính trị gia người Phần Lan, từng là Tổng thống thứ chín của Phần Lan từ năm 1982 đến năm 1994. Ông cũng từng hai lần làm Thủ tướng Chính phủ Phần Lan, từ năm 1968 đến 1970 và 1979 đến năm 1982. Ông là đảng viên Đảng Dân chủ Xã hội đầu tiên được bầu làm Tổng thống Phần Lan. Ở tuổi 93, Koivisto hiện là cựu tổng thống Phần Lan.

## Tiểu sử
Koivisto sinh ra ở Turku, Phần Lan, con thứ hai của Juho Koivisto, một thợ mộc ở nhà máy đóng tàu Crichton – Vulcan, và Hymni Sofia Eskola, người đã chết khi ông 10 tuổi. Sau khi theo học tiểu học, Koivisto đã làm nhiều công việc và tại Bắt đầu Chiến tranh mùa đông năm 1939 gia nhập một đơn vị chữa cháy ngoài trời vào năm 16 tuổi. Trong Chiến tranh Liên Tục, Koivisto phục vụ trong Biệt đội bộ binh dưới sự chỉ huy của Lauri Törni, một toán quân trinh sát hoạt động đằng sau đường kẻ thù. Đơn vị này chỉ mở cho các tình nguyện viên được lựa chọn. Trong suốt thời kỳ chiến tranh, ông đã nhận được Huân chương Chữ thập của Tự do (lớp 2) và được thăng cấp bậc. Trong khi suy nghĩ về những trải nghiệm thời chiến của mình sau này trong cuộc đời, anh nói "Khi bạn tham gia vào một trò chơi, trong đó cuộc sống của bạn bị đe doạ, tất cả các trò chơi khác đều nhỏ sau đó".
Sau chiến tranh, ông kiếm sống bằng nghề thợ mộc và trở nên tích cực trong chính trị, gia nhập Đảng Dân chủ Xã hội. Năm 1948 ông tìm được việc làm tại bến cảng Turku. Vào tháng 12 năm đó ông được bổ nhiệm làm Giám đốc Sở lao động cảng Turku, giữ chức vụ cho đến năm 1951. Năm 1949 các công đoàn kiểm soát do cộng sản cố gắng lật đổ đảng Dân chủ Xã hội Karl – August Fagerholm (SAK) tuyên bố cảng Hanko là "địa điểm mở", thúc giục các công nhân cảng trợ giúp pháp lý để tới đó. Koivisto đã tới Hanko để phụ trách văn phòng của thuyền trưởng và tuyển dụng lao động để phá vỡ cuộc đình công, chính phủ đã cấm hành động đình công. Các tờ báo Cộng sản mang nhãn hiệu Koivisto là kẻ thù số một của họ do tình trạng của ông là một nhân vật chính trong cuộc đấu tranh cho sự kiểm soát của các nghiệp đoàn.